# ジェイデン・ヘイワード
ジェイデン・ヘイワード（Jayden Hayward、1987年2月11日 - ）は、プロ14ベネットン・ラグビーに所属するラグビーユニオン選手。

## プロフィール
- ニュージーランド・ハウェラ出身。
- ポジションはスタンドオフ(SO)、センター(CTB)、フルバック(FB)。
- 身長 185cm、体重 90kg
- イタリア代表キャップは27（2021年1月現在）でワールドカップ2019のイタリア代表に選ばれた[1]。
- 2017年にイタリア国籍を取得。

## 略歴
タラナキ、ハイランダーズ、ハリケーンズ、フォースを経て、2014年、ベネットンに加入。